# Oktober 1934
| Deze maand |
| --- |
| - Alexander van Joegoslavië komt om bij aanslag - Linkse opstanden Catalonië en Asturië neergeslagen - Hitler Führer voor het leven - Luchtvaartrace Londen-Melbourne |

De volgende gebeurtenissen speelden zich af in oktober 1934. Sommige gebeurtenissen kunnen één of meer dagen te laat zijn vermeld doordat ze op de datum staan aangegeven waarop ze in het nieuws kwamen in plaats van de datum waarop ze werkelijk hebben plaatsvonden.
- 1: De Roemeense regering-Tătărescu treedt af. Hij wordt ook belast met de vorming van een nieuwe regering.
- 1: José María Gil-Robles, de leider van de katholieke Acción Popular verwijt de regering-Samper te zacht op te treden tegen Baskische en Catalaanse separatisten. De regering treedt af.
- 1: Het Nederlandse ministerie van Onderwijs, Kultuur en Wetenschappen verklaart in een rondschrijven dat in Engelstalige teksten het woord "Dutch" niet gebruikt dient te worden, doch dient te worden vervangen door "Netherland" of "Netherlands".
- 2: De Aya Sophia wordt als moskee buiten gebruik genomen en in plaats daarvan als Byzantijns museum ingericht.
- 2: De advocaten in Malta staken in protest tegen de invoering van het Maltees (en het einde van het Italiaans) als gerechtstaal.
- 3: Italië en Abessynië bevestigen hun vriendschap. Italië verklaart geen agressieve bedoelingen tegenover Abessynië te hebben.
- 3: Gheorghe Tătărescu vormt een nieuwe regering in Roemenië, met slechts weinig wijzigingen.
- 3: Het parlement in Estland wordt ontbonden.
- 3: Een werkkamp voor Joodse vluchtelingen wordt geopend in de Wieringermeer.
- 3: In Nederland zullen verenigingen en dergelijke over hun bezit boven de f.11.000 belasting moeten gaan betalen.
- 4: De Britse minister van financiën Neville Chamberlain betoont zich in een toespraak positief over de binnenlandse economische wederopleving. De export blijft echter nog achter.
- 4: In Spanje wordt een nieuwe regering gevormd onder leiding van Alejandro Lerroux. In reactie op de deelname van de CEDA aan de regering wordt een algemene staking uitgeroepen.
- 6: Het Oostenrijkse bruinboek Bijdrage tot de geschiedenis van de Julirevolutie beschrijft de rol van Duitsland bij het nationaalsocialistische terrorisme in Oostenrijk.
- 6: In Spanje wordt de staat van beleg uitgeroepen: De ordehandhaving wordt overgeheveld van burgerlijke autoriteiten naar het leger.
- 6: Catalonië verklaart zich onafhankelijk.
- 6: De Rotterdamse hockeyclub tempo '34 wordt opgericht.
- 7: Duitsers die naar het buitenland reizen mogen maximaal 10 rijksmark (enkele landen 50 rijksmark) meenemen.
- 7: Gevechten op diverse plaatsen in Spanje eisen naar schatting 300 doden. Luis Companys, president van het onafhankelijk verklaarde Catalonië en zijn medewerkers worden gearresteerd. Ook ex-premier Azaña wordt gearresteerd.
- 8: De Japanse minister van Financiën bepleit een sterke vermindering van de militaire uitgaven. In militaire kringen wordt hierop afwijzend gereageerd.
- 9: Bij een bezoek van koning Alexander van Joegoslavië aan Frankrijk, wordt deze in Marseille gedood bij een aanslag. Ook de Franse minister van Buitenlandse Zaken Louis Barthou wordt getroffen, en sterft later in het ziekenhuis. De dader, Vlado Tsjernozemski, wordt aangevallen door de mensenmenigte en overlijdt aan de opgelopen verwondingen.
- 9: De elfjarige kroonprins Peter wordt als Peter II tot koning van Joegoslavië uitgeroepen.
- 9: In Mexico wordt de sluiting van 58 rooms-katholieke kerken afgekondigd.
- 9: Philips, Telefunken-Siemens en Vereenigde Gloeilampen-Ujpest sluiten een wereldkartel in de radio-industrie, waarbij onder meer lopende patentconflicten worden geregeld.
- 9: In Oostenrijk dienen joodse scholieren in aparte klassen geplaatst te worden.
- 9: In België worden de bezuinigingsplannen op het ministerie van Defensie verhoogd van 44 miljoen naar 80 miljoen frank.
- 11: De Volkenbond stelt vast dat het dieptepunt van de economische crisis in zomer 1932 bereikt werd. Over 1933 zijn er duidelijke tekenen van herstel.
- 11: De doodstraf wordt in Spanje heringevoerd.
- 13: In Griekenland wordt een nieuwe kieswet aangenomen, waarna het parlement wordt ontbonden om tot een grondwetsherziening te komen. De oppositie noemt de acties in strijd met de grondwet, omdat de regering-Tsaldaris in het parlement een minderheid heeft. Er wordt in een pamflet opgeroepen tot gewelddadige protesten.
- 13: In verband met de aanslag op koning Alexander worden in Frankrijk de directeur van de veiligheidsdienst Jean Berthoin en de prefect van het departement Bouches du Rhône Pierre Jouhannaud ontslagen. Ook minister van Binnenlandse Zaken Albert Sarraut neemt ontslag.
- 14: Landsbisschop Hans Meiser van Beieren wordt ontslagen en onder politiebewaking gesteld. In geheel Beieren wordt door gelovigen geprotesteerd.
- 15: Largo Caballero, leider van de Spaanse socialisten, wordt gearresteerd. In geheel Spanje met uitzondering van Asturië is de regering de situatie weer meester.
- 16: In Duitsland wordt de Winterhulp geopend.
- 16: In Nederlands-Indië wordt voorlopig nog gewacht met het invoeren van de spelling-Marchant.
- 16: De Spaanse minister-president Alejandro Lerroux spreekt zijn verontrusting uit over het grote aantal doodvonnissen dat is uitgesproken door militaire gerechtshoven in Asturië. Hij bepleit een mildere behandeling van de daders van de opstand.
- 17: De Verenigde Staten overwegen een vlootbasis in Dutch Harbour op de Aleoeten in te richten.
- 18: Adolf Hitler krijgt voor het leven de functies van führer en rijkskanselier.
- 19: In Mexico-Stad wordt in de scholen gestaakt tegen de wet tot invoering van socialistisch onderwijs.
- 20: De grote luchtvaartrace Londen-Melbourne neemt haar aanvang.
- 20: Het woord "Führer" mag in Duitsland slechts voor Adolf Hitler worden gebruikt; het gebruik door andere politieke leiders en partijfunctionarissen wordt verboden.
- 20: De oprichtingsvergadering van de Nederlandse Vereeniging voor Waardevast Geld wordt gehouden. Deze bepleit een devaluatie van de gulden en het verlaten van de gouden standaard.
- 20: De oppositie binnen de Evangelisch-Lutherse Kerk in Duitsland verklaart geen compromis te accepteren waarin rechtskundig adviseur August Jäger en/of rijksbisschop Ludwig Müller gehandhaafd blijft.
- 21: Polen en Hongarije sluiten een verdrag tot samenwerking op cultureel gebied.
- 22: De Amerikaanse commissie ter beëindiging van de boycot van Duitsland komt voor het eerst in een congres bijeen. Men verklaart dat de commissie reeds diverse successen heeft geboekt, en hoopt dat de boycot spoedig ten einde zal zijn.
- 23: De snelheidsrace van de luchtvaartrace Londen-Melbourne wordt gewonnen door de Grosvenor House. De Nederlandse Uiver van Koene Dirk Parmentier behaalt de tweede plaats met 90 uur en 22 minuten.
- 23: Cuba verbreekt de diplomatieke betrekkingen met de Dominicaanse Republiek nadat deze weigert de Cubaanse ex-president Gerard Machado uit te leveren.
- 23: Premier Gaston Doumergue van Frankrijk bespreekt zijn plannen voor grondwetswijzigingen:
  - Speciale rechten voor de premier boven die van de andere ministers
  - De premier kan de president verzoeken de Kamer te ontbinden zonder tussenkomst van de Senaat
  - Alleen de regering mag voorstellen uitgaven op de begroting te zetten.
  - Als een nieuwe begroting niet tijdig wordt aangenomen, wordt de lopende begroting verlengd.
- 23: De Joegoslavische minister-president Nikola Uzunović vormt een nieuwe regering.
- 24: Ook in Asturië is de orde weergekeerd.
- 24: In Portugal vindt een regeringswisseling plaats Salazar blijft minister-president en neemt ook de taak van minister van Financiën op zich.
- 25: Van vele kanten wordt verzocht om gratie voor de ter dood veroordeelde officieren die de verdediging leidden van de Catalaanse Generaliteit in Barcelona, doch deze verzoeken worden niet ingewilligd.
- 25: Mexico verbiedt de immigratie van Russen, Polen, Bulgaren en Tsjecho-Slowaken.
- 25: De Nobelprijs voor de Geneeskunde wordt toegekend aan George Minot, William Murphy en George Whippie voor hun werk op het gebied van de macrocytische anemie.
- 26: In Londen komen vertegenwoordigers van West-Australië aan om te pleiten voor onafhankelijkheid van Australië.
- 27: De Oostenrijkse bondskanselier Kurt Schuschnigg onderhandelt met het "Nationaal Front" (de nationaalsocialisten).
- 27: De Indische Congrespartij komt bijeen.
  - Mahatma Gandhi treedt af als voorzitter.
  - Het einde van de campagne van burgerlijke ongehoorzaamheid wordt goedgekeurd.
  - Voorzitter Babu Rajendra Prasad verklaart dat de Britten niet bereid zijn tot zelfs maar kleine concessies, en verwerpt de nieuwe Indische grondwet. Het doel van de beweging blijft onafhankelijkheid.
- 29: De Verenigde Staten, Nederland en het Verenigd Koninkrijk protesteren bij Japan tegen het voorgestelde staatsmonopolie op aardolie in Mantsjoekwo. De regering van Mantsjoekwo legt deze protesten naast zich neer.
- 29: August Jäger, rechtskundig adviseur van de Duitse Evangelisch-Lutherse Kerk, treedt af.
- 30: Brazilië verklaart de Sovjet-Unie niet te zullen erkennen.
- 31: In het Saarland blijken op grote schaal kiezerslijsten voor het aankomende referendum te zijn vervalst, waarbij niet-bestaande personen zijn toegevoegd en nazi-tegenstanders zijn afgevoerd.
- 31: De gemeenteraad van Amsterdam verwerpt de voorstellen voor verlaging van de salarissen van gemeenteambtenaren en onderwijzers.

en verder:
- In Chihuahua worden alle geestelijken, ook de protestantse, uit hun ambt gezet.
- In Oostenrijk wordt een groot aantal Joodse artsen ontslagen of niet aangesteld.

<< · januari · februari · maart · april · mei · juni · juli · augustus · september · oktober · november · december · >>